# Wiebke von Carolsfeld
Wiebke von Carolsfeld (* 1966 in Deutschland) ist eine deutsche Filmeditorin, Filmregisseurin, Drehbuchautorin und Filmproduzentin, die beim kanadischen Film arbeitet.

## Leben
Wiebke von Carolsfeld studierte an der Universität zu Köln. Nach ihrem Studium arbeitete sie als Schnittassistentin beim Kanadischen Film und konnte mit dem von Colleen Murphy inszenierten Schuster 1996 als Schnittmeisterin für einen Langspielfilm debütieren. Nachdem sie die beiden Kurzfilme From Morning on I Waited Yesterday (1998) und Spiral Bound (2000) inszenierte und schrieb, debütierte sie 2002 mit dem Drama Marion Bridge als Regisseurin für einen Langspielfilm, wofür sie 2004 mit einem Chlotrudis Award als Beste Entdeckung ausgezeichnet wurde. Für ihre Schnittarbeit an dem Drama  Eisenstein wurde sie 2002 für den Besten Schnitt mit einem Genie Award nominiert.

## Filmografie (Auswahl)
Schnitt
- 1996: Schuster (Shoemaker)
- 1999: The Five Senses
- 2000: Eisenstein
- 2001: After the Harvest
- 2006: Heyday!
- 2007: Fugitive Pieces
- 2010: Wrecked – Ohne jede Erinnerung (Wrecked)

Regie, Drehbuch und Produktion
- 1998: From Morning on I Waited Yesterday
- 2000: Spiral Bound
- 2002: Marion Bridge
- 2006: Walk with Us
- 2013: Stay